# Calophasia atrifascia
Calophasia atrifascia là một loài bướm đêm trong họ Noctuidae.